# Бастан (Росія)
Баста́н (рос. Бастан) — село у складі Михайловського району Алтайського краю, Росія. Адміністративний центр та єдиний населений пункт Бастанської сільської ради.

## Населення
Населення — 1043 особи (2010; 1270 у 2002).
Національний склад (станом на 2002 рік):
- росіяни — 90 %